# Atlantic (film)
Atlantic è un film del 1929 diretto da Ewald André Dupont.
Il soggetto è basato sulla tragedia del Titanic e sulla medesima opera teatrale di Ernest Raymond.
Ne esistono cinque differenti versioni: quella per gli Stati Uniti, quella per il Regno Unito, quella per la Francia, quella per la Germania e quella per la Danimarca; mentre le prime quattro versioni furono prodotte contemporaneamente e avevano al loro interno del sonoro, la versione danese venne prodotta in un secondo momento, era completamente muta e differiva anche per la durata e per alcune parti della storia.

## Trama
Oceano Atlantico: durante il viaggio dell'Atlantic, s'intrecciano a bordo alcune storie: un uomo che intrattiene una doppia relazione tra sua moglie (che poi scoprirà la tresca) ed un'altra passeggera. Sulla nave abbiamo anche una coppia di anziani, i signori Rool, i quali si trovano in crociera per festeggiare il loro anniversario. Durante la traversata dell'oceano Atlantico, la nave urta contro un iceberg, e i danni si riveleranno tali da far sommergere la nave. La mancanza di un sufficiente numero di lance di salvataggio impone all'equipaggio di imbarcare per primi donne e bambini, cosicché diverse coppie vengono divise. Mrs. Rool si rifiuta di abbandonare il marito, e dopo che le lance se ne sono andate, i passeggeri rimasti prendono coscienza di ciò che accadrà loro, mettendosi a cantare l'inno "Nearer, My God, to Thee", mentre l'Atlantic scompare nelle acque dell'oceano. La scena finale vede un gruppo di passeggeri declamare il Padre Nostro in un salotto che si sta allagando.

## Differenze nella versione danese
In aggiunta al plot sopra descritto, la versione danese presenta una coppia separata, la cui moglie deve destreggiarsi tra l'ex marito ed il nuovo fidanzato; la donna e il nuovo fidanzato sopravviveranno al disastro, mentre l'ex marito affonderà con la nave dopo aver capito che ama ancora la sua ex moglie. Un altro rapporto è quello descritto tra un uomo di colore ed una donna bianca, i quali si conoscono e si innamorano sulla nave. Durante il naufragio, i due decidono di restare a bordo della nave e di sposarsi di fronte al cappellano, proprio mentre l'Atlantic si sta inabissando.

## Curiosità
- Originariamente il film doveva chiamarsi "Titanic", ma dopo il processo al disastro reale e in seguito alle richieste della Cunard Line, la nuova proprietaria della White Star Line, il titolo fu cambiato in "Atlantic"
- Se per la Germania Atlantic è stato il primo film sonoro, per la Francia fu invece il quarto film ad utilizzare la nuova tecnica. Nel Regno Unito il lungometraggio (uno dei primi ad utilizzare il sonoro) venne diffuso sia con il suono, sia muto con cartelli, invece in Danimarca venne distribuito solamente in versione muta
- La scena finale del film doveva rappresentare originariamente il naufragio della nave, ma poi questa fu tolta perché si pensava che avesse potuto ferire la sensibilità dei sopravvissuti
- È comunemente creduto che nessuna delle scene del naufragio della nave sia sopravvissuto, comunque queste appaiono in parte nel documentario della National Geographic "I segreti del Titanic" del 1986
- La versione danese si conclude con i passeggeri sulle lance di salvataggio che, dopo alcune ore, vedono in lontananza l'approssimarsi delle luci di una nave